# ザ・バンク・ディック
ザ・バンク・ディック（The Bank Dick、イギリスで公開された際の題名はThe Bank Detective）は、1940年のアメリカ合衆国のコメディ映画。舞台はカリフォルニア州ロンポク で、W・C・フィールズ (W. C. Fields) 演じるイグバート・スーゼ (Egbert Sousé) は、銀行強盗をしようとして失敗した挙げ句、警備員になってしまう。この主人公は酔っぱらいだが、自分の名前の発音について、「大酒飲み」を意味する俗語「サウス (Souse)」と呼びかける周囲の人々にしょっちゅう怒鳴りながら、「スーゼ (Sousé)だよ、e にアクサングラーヴ 〔ママ〕 がつくんだ! (Sousé – accent grave [sic] over the 'e'!)」（実際にはアキュート・アクセント＝アクサンテギュがついている）と繰り返す。銀行や家庭での場面に加え、主人公が映画監督の振りをする場面や、最後には大混乱のカーチェイス場面なども盛り込まれている。『ザ・バンク・ディック』はフィールズの古典的出演作品と見なされており、口うるさい女房の尻に敷かれ、義母には認められず、乱暴な子どもたちにはやられ放題の酔っぱらいの亭主というフィールズのいつものパーソナリティが全面的に盛り込まれている。
映画の脚本は、フィールズ自身がマハトマ・ケーン・ジーヴス (Mahatma Kane Jeeves) という変名（この名は、ブロードウェイの客間喜劇 の定番の台詞だった「My hat, my cane, Jeeves!") に由来する）、エドワード・F・クライン (Edward F. Cline) が監督した。三ばか大将のひとりシェンプ・ハワード (Shemp Howard) がバーテンダー役で出演している。
1992年、『ザ・バンク・ディック』はアメリカ議会図書館によって「文化的、歴史的、美学的に重要」と評され、アメリカ国立フィルム登録簿に保存登録された。

## キャスト
- W・C・フィールズ (W. C. Fields) - Egbert Sousè
- コーラ・ウィザースプーン (Cora Witherspoon) - Agatha Sousè
- ウーナ・メルケル (Una Merkel) - Myrtle Sousè
- イヴリン・デル・リオ (Evelyn Del Rio) - Elsie Mae Adele Brunch Sousè
- ジェシー・ラルフ (Jessie Ralph) - Mrs. Hermisillo Brunch
- グラディ・サットン (Grady Sutton) - Og Oggilby
- フランクリン・パングボーン (Franklin Pangborn) - J. Pinkerton Snoopington
- シェンプ・ハワード (Shemp Howard) - Joe Guelpe
- ディック・パーセル (Dick Purcell) - Mackley Q. Greene
- ラッセル・ヒックス (Russell Hicks) - J. Frothingham Waterbury
- ピエール・ワトキン (Pierre Watkin) - Mr. Skinner
- ジャック・ノートン (Jack Norton - A. Pismo Clam
- アル・ヒル (Al Hill) - Filthy McNasty
- ジョージ・モラン (George Moran) - Cozy Cochran
- ビル・ウルフ (Bill Wolfe) - Otis
- パット・ウェスト (Pat West) - Assistant Director
- リード・ハドリー (Reed Hadley) - Francois
- ヘザー・ワイルド (Heather Wilde) - Miss Plupp
- ハーラン・ブリッグス (Harlan Briggs) - Doctor Stall
- ビル・アルストン (Bill Alston) - Mr. Cheek

### スタッフ
主なスタッフについてはinfoboxを参照。
- 美術はジャック・オターソン (Jack Otterson) とリチャード・H・リーデル (Richard H. Riedel) が指揮をとった[2]。

## 評価
この作品は、『かぼちゃ大当り (It's a Gift)』と並んでフィールズの代表作とされること多く、映画評論サイト「Rotten Tomatoes」で100%の評価を受けている。
また、この作品は、スタンリー・キューブリックが1963年に雑誌『Cinema』（1962年 - 1976年）の求めに応じてお気に入りの10本の映画を選んだ際に、第8位とされた。